# João José Carneiro da Silva
João José Carneiro da Silva, primeiro e único Barão de Monte de Cedro, (Quissamã, 16 de outubro de 1839 – Rio de Janeiro, 2 de agosto de 1882) foi um fidalgo,  proprietário rural, político e empresário brasileiro. 
Filho de José Carneiro da Silva, primeiro Barão de Araruama e Visconde de Araruama, e de D. Francisca Antonia Ribeiro de Castro, filha de Manuel Antônio Ribeiro de Castro, primeiro Barão de Santa Rita. Irmão de Bento Carneiro da Silva, Conde de Araruama; de Manuel Carneiro da Silva, Visconde de Ururaí; e de João Caetano Carneiro da Silva, Visconde de Quissaman. Cunhado de Ignácio Francisco Silveira da Motta, Barão de Vila Franca. 
Casou-se com D. Anna Francisca Carneiro Ribeiro de Castro em 31 de julho de 1864, que era sua sobrinha e prima-irmã, filha de sua irmã Maria Isabel e do comendador Julião Ribeiro de Castro, irmão de sua mãe. Com o falecimento de Anna Francisca, sete meses depois, João José casou-se, em 1 de abril de 1866, com a irmã de sua falecida esposa, D. Francisca Antonia Carneiro Ribeiro de Castro, conhecida como Totonha, Baronesa consorte. 
Desse casamento nasceram os filhos: 
- José Julião Carneiro da Silva, casado com sua prima Francisca Maria Carneiro Ribeiro de Castro, neta do Conde de Araruama.
- Maria Isabel de Castro Carneiro da Silva, falecida ainda criança.
- Carlos Arthur Carneiro da Silva, casado com sua prima Anna Luísa Carneiro de Queirós Mattoso, neta do Visconde de Ururaí.
- Francisca Maria de Castro Carneiro da Silva, casada com Doutor Antonio Cavour Pereira de Almeida.
- Anna Francisca de Castro Carneiro da Silva, casada com Doutor Antonio Cavour Pereira de Almeida, viúvo de sua irmã.

Em 1863, graduou-se na Faculdade de Direito do Largo de São Francisco em São Paulo e retornou à sua cidade para cuidar de sua propriedade, a Fazenda Monte de Cedro, com belíssima residência, ricamente recheada com fino mobiliário; a dita "louça brasonada" apresenta monograma com as iniciais "JJCS" (João José Carneiro da Silva), e marcas da célebre manufatura portuguesa Vista Alegre e da Casa Agostinho B. & Teixeira (Porto); além do serviço de cristal lapidado, floristado e monogramado "JJCS" (João José Carneiro da Silva), com peças preservadas no Museu Imperial de Petrópolis.
Ergueu no centro da freguesia de Quissamã uma grande casa para sua família, a Chácara São João, pois sua fazenda era muito distante. Esta construção, concluída por seu irmão o Visconde de Quissamã, ainda está preservada e serve como exemplo das residências urbanas - com algumas característica rurais - utilizadas pelas oligarquias do açúcar do final do século XIX. 
Apesar de Advogado, exerceu sua forte vocação de ruralista, dedicando-se a vários estudos e trabalhos publicados por editoras no Rio de Janeiro: “Estudos Agrícolas 1.ª e 2.ª Série”;  “Estudos sobre a Quina”; “Memórias sobre Estudos e Enxertos de Canas”; “Estudos Econômicos” e “Notícias Descritivas sobre o Município de Macaé”. Fez a  tradução do famoso Relatório de Burton sobre os engenhos centrais da Martinica, que serviu de modelo para a implantação de engenhos centrais no Brasil. 
Juntamente com seus irmãos, cunhados e outros parentes, fundou a Cia. Engenho Central de Quissamã, a primeira do gênero na América do Sul.
Na política, foi por várias legislaturas Vereador e Presidente da Câmara Municipal de Macaé, numa época em que, não havendo a figura do prefeito, o Poder Executivo era exercido pelo Presidente da Câmara.
Por Decreto Imperial de 17 de dezembro de 1881, assinado por Dom Pedro II, recebeu o título de Barão.
Morreu no Rio de Janeiro, em 2 de agosto de 1882, no Hotel de Santa Teresa onde estava hospedado. Um simples resfriado transformou-se em pneumonia. Seu corpo está sepultado no Cemitério do Catumbi.